# カゴツルベ
『カゴツルベ』とは、日本の戯曲である。少年社中の毛利亘宏が歌舞伎の演目の「籠釣瓶花街酔醒」（カゴツルベサトノエイザメ）を原案とした作品である。

## あらすじ
生まれたときから顔に大きなアザのある次郎左衛門は、ある日吉原に連れて行かれる。
これまで自分のアザを見たものは皆声をあげて逃げてしまったが、女郎の八ツ橋から思いがけず自分のアザが好きだと言われた次郎左衛門は八ツ橋に一目惚れしてしまう。
八ツ橋はそんな次郎左衛門に金をつぎこませた。次郎左衛門も八ツ橋に利用されていることに気づくが、結局身請けをしてしまう。
そんな時、次郎左衛門が幼い頃共に捨てられた妖刀カゴツルベの化身が現れ、「八ツ橋を斬るのか？」と迫る。
抑えきれない衝動に駆られた次郎左衛門は刀を持ち、人々を斬っていく。そしてついに八ツ橋のもとへ向かう。
「さぁ、お斬りなさりまし」と言い放つ八ツ橋に力強く刀を振り下ろした次郎左衛門は、そこに駆けつけた下男の治六に「この刀で私を斬ってくれ…」と頼む。
雪が降りしきる中、治六は泣きながら刀を振り下ろすのだった。

## 公演情報

### 2008年版
少年社中の第19回公演として行われる。
- 2008年1月9日〜1月14日 吉祥寺シアター

### 2009年版
- 2009年3月16日〜3月31日 青山劇場
- 2009年4月16日～4月19日 NHK大阪ホール

## キャスト

### 2008年版
- 堀池直毅
- 井俣太良
- 大竹えり
- 岩田有民
- 廿浦裕介
- 森大
- 加藤良子
- 長谷川太郎
- 杉山未央
- 山川ありそ
- 末冨綾

ゲスト
- 沢樹くるみ
- 佐藤仁志（30-DELUX）
- 蘭浜子

### 2009年版
- 佐野次郎左衛門：安田章大（関ジャニ∞）
- 花魁・八ッ橋：藤澤恵麻
- 治六：風間俊介
- 間夫の絵師・栄之丞：西岡徳馬
- 文左衛門：岡田浩暉
- 九重：松澤一之
- すあま：舞風りら
- お市：小松彩夏
- お辰：鷲尾真知子